# М'якенька Євгенія Вікторівна
М'якенька Євгенія Вікторівна (нар. 16 червня 1989) — українська телеакторка. Виконує, в основному, ролі другого плану.

## Життєпис
Народилася 16 червня 1989 року. У 2011 році закінчила Київський Національний університет театру, кіно і телебачення за спеціальністю «актриса театру і кіно» (майстер курсу — Юрій Мажуга). З цього часу Євгенія М'якенька знімається у мелодрамах, ситкомах та детективних серіалах. Починаючи з 2023 року є акторкою Дикого театру.
Чоловік Євгенії, український актор, сценарист і гуморист Олександр Зарубей, який зараз боронить Україну у складі ЗСУ. Подружжя має сина, на ім'я Марк.

### Громадянська позиція
Виступала проти привілейованого ставлення до російських кіноакторів, які знімалися в українських фільмах.

## Вибрана фільмографія
| Рік  |   | Українська назва             | Оригінальна назва          | Роль                   |
| ---- | - | ---------------------------- | -------------------------- | ---------------------- |
| 2019 | с | Юрчишини                     |                            | Яна (подруга Олени)    |
| 2019 | с | Сурогатна мати               | Сурогатная мать            | епізод                 |
| 2019 | с | Серце матері                 | Сердце матери              | епізод                 |
| 2018 | с | Список бажань                | Список желаний             | Ліда (менеджер)        |
| 2018 | с | Пес-4                        | Пёс-4                      | Юлька-Мочалка          |
| 2018 | с | Опер за викликом             | Опер по вызову             | Шейна                  |
| 2017 | с | Рятівники                    | Спасатели                  |                        |
| 2017 | с | Пес-2                        | Пёс-2                      | Тамара (стриптизерка)  |
| 2016 | с | Центральна лікарня           | Центральная больница       | тітка хворої дівчинки  |
| 2016 | с | На лінії життя               | На линии жизни             | Ася Городецька         |
| 2016 | с | Найкращий тиждень мого життя | "Лучшая" неделя моей жизни | Тамара                 |
| 2012 | с | Повернення Мухтара-8         | Возвращение Мухтара-8      | Галина Степанівна/Рада |